# 江戸怪賊伝 影法師
『江戸怪賊伝 影法師』（えどかいぞくでん かげぼうし）は、1925年（大正15年）製作・公開、二川文太郎監督による日本の長篇劇映画、サイレント映画、時代劇の剣戟映画である。2008年（平成20年）発売のDVD題は『影法師』。前篇・後篇が同年に公開されたのち、1926年（昭和元年）末から翌1927年（昭和2年）初頭にかけて、二川文太郎が自ら『影法師捕物帳』（かげぼうしとりものちょう）として前篇・後篇でリメイク、1929年（昭和4年）末に続篇が製作された。『影法師捕物帳』は、1959年（昭和34年）に中川信夫が監督して『影法師捕物帖』としてリメイクした。二川版までを本項で詳述する。

## 略歴・概要
第1作『江戸怪賊伝 影法師』は、1925年（大正15年）、東亜キネマに吸収されたマキノ・プロダクション等持院撮影所が、再独立直前の一時期「東亜マキノ等持院撮影所」と名乗っていた時期の作品である。寿々喜多呂九平が書き下ろしたオリジナルシナリオを二川文太郎が監督した。第1作『江戸怪賊伝 影法師』は、東亜キネマが配給し、前篇を同年3月6日、後篇をその翌週3月13日に浅草公園六区・大東京をフラッグシップに全国公開された。
1926年（大正15年）、マキノ・プロダクションは等持院撮影所を東亜キネマに明け渡し、新たに御室撮影所を建設し、再独立した。同年、『江戸怪賊伝 影法師』を寿々喜多がセルフリメイクしてオリジナルシナリオを再び書き下ろし、『影法師捕物帳』とタイトルも改め、主演は阪東妻三郎から市川右太衛門に変更し、再び二川が監督した。第2作『影法師捕物帳 前篇』はマキノが自主配給し、前篇を元号が昭和に改まった同年12月31日、マキノの正月興行として浅草・千代田館をフラッグシップに全国公開された。『影法師捕物帳 後篇』は、翌1927年（昭和2年）4月1日に同様に公開された。
1929年（昭和4年）7月25日、マキノ・プロダクションを率いた牧野省三が死去し、長男のマキノ正博（のちのマキノ雅弘）を中心とした新体制下で、続篇として第3作『続影法師 狂燥篇』は製作された。三たび寿々喜多がオリジナルシナリオを書き、二川が監督する。主演は、阪東妻三郎も市川右太衛門も独立しており、沢村国太郎が務めた。『続影法師 狂燥篇』は、同年12月31日、マキノの正月興行として新宿・新宿劇場をフラッグシップに全国公開された。
現在、東京国立近代美術館フィルムセンターは、この一連の作品のうち、『江戸怪賊伝 影法師』と題する16mmフィルム、64分、2,290フィート（698メートル）の上映用プリントのみを所蔵している。マツダ映画社は、この一連の作品のうち、『影法師』と題する『江戸怪賊伝 影法師』の「53分」分の上映用プリントのみを所有している。
日本のビデオメーカーのディスクプランが2008年（平成20年）7月30日にリリースを開始した「日本名作劇場」シリーズに、『影法師』と題した『江戸怪賊伝 影法師』の65分の映像が収録されたDVDがある。
最初の作品である『江戸怪賊伝 影法師』のみが、フィルム、DVDの形で現存し、閲覧が可能な作品である。

## スタッフ・作品データ
- 指揮 : 牧野省三
- 監督 : 二川文太郎
- 原作・脚色 : 寿々喜多呂九平
- 撮影 : 田中重次郎
- 舞台装置（美術） : 河合広始 [4]
- 助監督 : 村田正雄 [4]
- 助撮影（撮影助手） : 大森虎生 [4]
- 上映時間（巻数 / メートル） : 前篇 77分[8]（7巻 / 2,133メートル） / 後篇 66分[8] （6巻 / 1,829メートル）
- フォーマット : 白黒映画 - スタンダードサイズ（1.33:1） - サイレント映画
- 初回興行 : 浅草・大東京

## キャスト
- 阪東妻三郎 - 怪賊影法師
- 高木新平 - 奇賊流れ星十太
- 中根龍太郎 - 奇賊盲の権次
- 牧野輝子 - 女賊弁天お栄
- 中村吉松 - 岡つ引赤鬼の喜蔵
- 月形龍之介 - 清見潟平馬
- 生野初子 - お転馬お美江
- 大谷友四郎 - 浪人樋口十介
- 中川芳江 - 母
- 泉春子 - 娘お里
- 坪井哲 - 矢口仙左衛門
- 市川花紅 - 車力の老人
- 高頭道太郎 - その倅
- 光岡龍三郎 - 鴉の仙太
- 本間直司 - 雲水法僧
- 市川芳三郎 - 嶺沢藤左衛門
- 清岡敏子 - 水守女
- 清水澪子 - 矢口の女房
- 岩城秀哉 - 悪侍
- 中村太郎 - 悪侍
- 鈴木馨 - 商店の主人

## 1926年版
『影法師捕物帳』（かげぼうしにんぽうちょう）は、1926年（昭和元年）製作・公開、二川文太郎監督による日本の長篇劇映画、サイレント映画、時代劇の剣戟映画である。『江戸怪賊伝 影法師』の二川によるセルフリメイクで、前篇・後篇に分けて製作され、前篇が同年、後篇が1927年（昭和2年）にそれぞれ公開された。1929年（昭和4年）には続篇『続影法師 狂燥篇』が製作・公開された。

### スタッフ・作品データ
- 監督 : 二川文太郎
- 原作・脚色 : 寿々喜多呂九平
- 撮影 : 松浦しげる （後篇は「松浦詩華留」名義）
- 上映時間（巻数 / メートル） : 前篇 132分[8]（12巻 / 3,657メートル） / 後篇 132分[8] （12巻 / 3,657メートル）
- フォーマット : 白黒映画 - スタンダードサイズ（1.33:1） - サイレント映画
- 初回興行 : 浅草・千代田館

### キャスト
- 市川右太衛門 - 影法師
- 武井龍三 - 流星十太
- 市川小文治 - 清見潟平馬
- 関根達発 - 嶺沢藤左衛門
- 松浦築枝 - お美江
- 永井柳太郎 - 巾着切長吉
- 松村光夫 - 巾着切心垣崎
- 紅沢葉子 - 夢酔庵仲居お絹
- 鈴木澄子 - 弁天お栄
- 中根龍太郎 - 盲目権次
- 岩城秀哉 - 赤鬼喜蔵
- 児島武彦 - 東鬼川兵庫
- 金子新 - 鼓藤四郎
- 大谷万六 - スリ値踏みの重三
- 藤井民治 - 同小手利お勘太

## 1929年版
『続影法師 狂燥篇』（ぞくかげぼうし きょうそうへん）は、1929年（昭和4年）製作・公開、二川文太郎監督による日本の長篇劇映画、サイレント映画、時代劇の剣戟映画である。『江戸怪賊伝 影法師』の二川によるセルフリメイクであり、『影法師捕物帳』の続篇である。

### スタッフ・作品データ
- 指揮 : 牧野省三
- 監督 : 二川文太郎
- 原作・脚色 : 寿々喜多呂九平
- 撮影 : 大塚周一
- 上映時間（巻数 / メートル） : 132分[8]（12巻 / 3,657メートル）
- フォーマット : 白黒映画 - スタンダードサイズ（1.33:1） - サイレント映画
- 初回興行 : 新宿・新宿劇場

### キャスト
- 沢村国太郎
- マキノ智子
- 沢田敬之助
- 中根龍太郎

## 註
1. 1 2  江戸怪賊伝 影法師 前篇 / 江戸怪賊伝 影法師 後篇、日本映画データベース、2010年2月19日閲覧。
2. 1 2 3  影法師捕物帳 前篇 / 影法師捕物帳 後篇、日本映画データベース、2010年2月19日閲覧。
3. 1 2 3  続影法師 狂燥篇、日本映画データベース、2010年2月19日閲覧。
4. 1 2 3 4  、東京国立近代美術館フィルムセンター、2010年2月19日閲覧。
5. ↑  所蔵映画フィルム検索システム、東京国立近代美術館フィルムセンター、2010年2月19日閲覧。
6. ↑  主な所蔵リスト 劇映画＝邦画篇、マツダ映画社、2010年2月19日閲覧。
7. ↑  影法師、株式会社ディー・エル・イーコミュニケーションズ、2010年2月19日閲覧。
8. 1 2 3 4 5  Film Calculator換算結果、コダック、2010年2月19日閲覧。